# خوان گیرمو کاستیو
خوان گیرمو کاستیو ایریارت (اسپانیایی: Juan Guillermo Castillo Iriart‎؛ زادهٔ ۱۷ آوریل ۱۹۷۸) یک بازیکن فوتبال اهل اروگوئه است.

## تیم ملی
وی همچنین در تیم ملی فوتبال اروگوئه بازی کرده است.